# Kościół Zofii w Sztokholmie
Kościół Zofii w Sztokholmie (szw. Sofia kyrka) – kościół parafialny szwedzkiego kościoła ewangelicko-luterańskiego należący do parafii Sofia. Jest położony w kwartale Vita Berget 1, przy Klefbecks backe, w sztokholmskiej dzielnicy Södermalm.
Kościół został zaprojektowany przez architekta Gustafa Hermanssona w stylu neoromańskim w wersji nadreńskiej jako budowla na planie centralnym, z poczwórną fasadą i wieżą-kopułą pośrodku, wysoką na 77 m.
Kościół ma status zabytku sakralnego według rozdz. 4 Kulturminneslagen (pol. Prawo o pamiątkach kultury) ponieważ został wzniesiony do końca 1939 (3 §).

## Historia
Budowę kościoła rozpoczęto w 1902 na szczycie wysokiego (46 m n.p.m.) wzgórza Vita Berget. 4 lata później konsekrowano kościół, który otrzymał wezwanie Zofii na cześć małżonki króla Oskara II, Zofii Wilhelminy Nassau.
W latach 1948–1951 restaurowano wnętrze kościoła pod nadzorem Larsa Israela Wahlmana.